# Zard Kuh
Zard Kuh oder Zard-e Kuh-e Bakhtiari (persisch زردکوه, sprich: Zardkuh; Zard Kuh bedeutet „gelber Berg“) ist ein 4221 m hoher Berg im Zagros-Gebirge. Er liegt in der Nähe der Stadt Kuhrang in der iranischen Provinz Tschahār Mahāl und Bachtiyāri.
Einige wasserreiche Flüsse entspringen an diesem Berg, darunter Karun und Zayandeh Rud.